# 430년

## 연호
- 유송(劉宋) 원가(元嘉) 7년
- 북위(北魏) 신가(神䴥) 3년
- 서진(西秦) 영홍(永弘) 3년
- 북량(北凉) 승현(承玄) 3년
- 북연(北燕) 태평(太平) 22년
- 하(夏) 승광(勝光) 3년

## 기년
- 유송(劉宋) 문제(文帝) 7년
- 북위(北魏) 태무제(太武帝) 7년
- 신라(新羅) 눌지 마립간(訥祗麻立干) 14년
- 고구려(高句麗) 장수왕(長壽王) 18년
- 백제(百濟) 비유왕(毗有王) 4년

## 사건
- 430년 아우구스티누스 사망